# Амандман
Амандман је предлог за измену неког законског текста, као и сама измена коју је усвојило надлежно законодавно тело. Разликује се од осталих допуна закона по томе што се првобитни текст не мења, већ се нови текст додаје на крају прописа на који се односи.